# Selección de fútbol de Moldavia

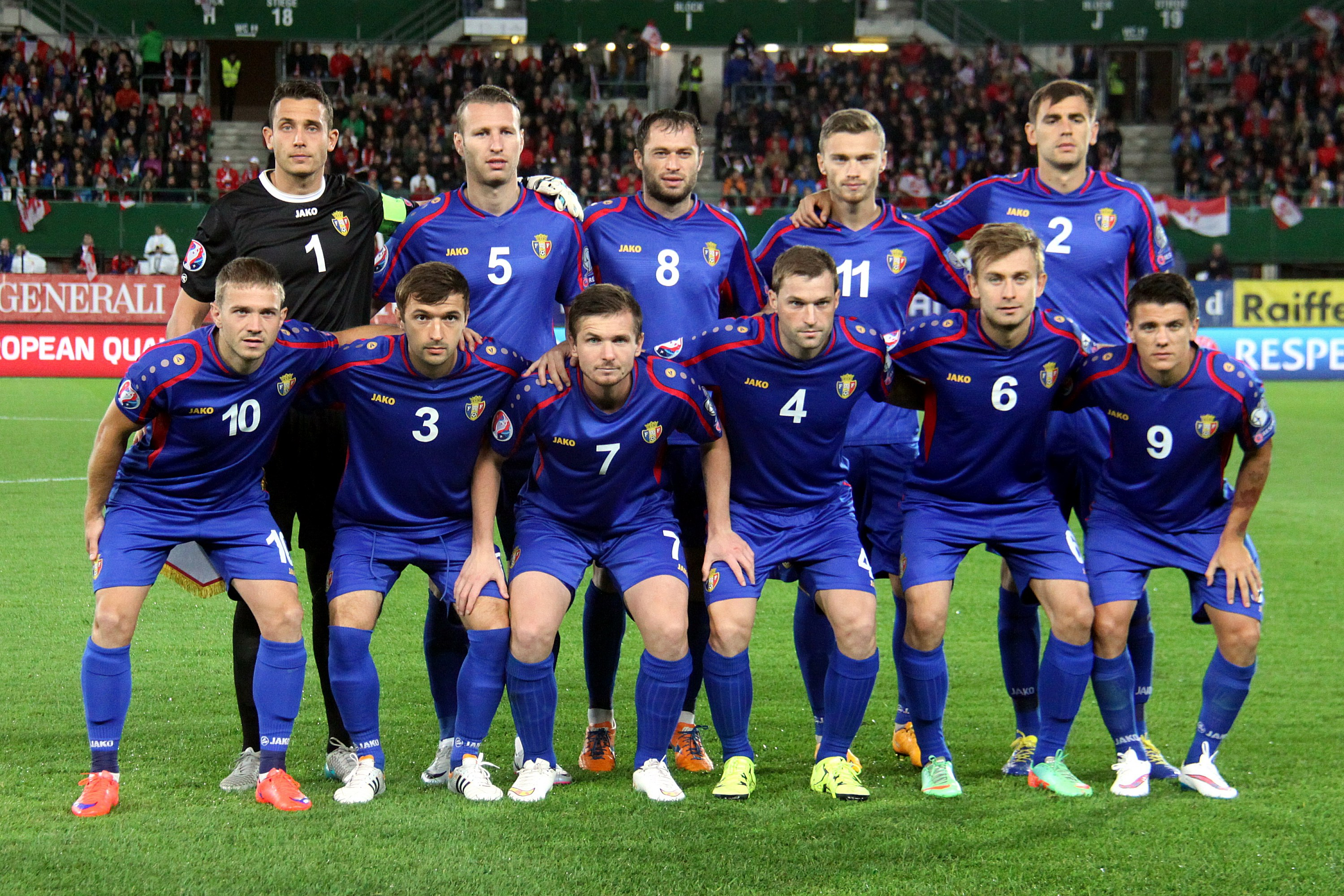
Selección de fútbol de Moldavia (2015)

La selección de fútbol de Moldavia (en rumano: Echipa națională de fotbal a Moldovei) es el equipo representativo del país en las competiciones oficiales. Su organización está a cargo de la Federación Moldava de Fútbol, que pertenece a la UEFA.
El seleccionado de Moldavia nació en 1991 tras la independencia de este al quebrarse la Unión de Repúblicas Socialistas Soviéticas. Antes de ese año, los jugadores de origen moldavo jugaban en la Selección de la Unión Soviética y algunos en la selección de fútbol de Rumania.
Su mejor resultado deportivo fue el quinto puesto en su grupo rumbo al mundial 2014, logrando 11 puntos luego de vencer a San Marino en 2 ocasiones, a Montenegro en 1 ocasión y obtener empates ante Ucrania y Polonia.

## Estadísticas

### Copa Mundial de Fútbol
| Copa Mundial de Fútbol | Copa Mundial de Fútbol      | Copa Mundial de Fútbol      | Copa Mundial de Fútbol      | Copa Mundial de Fútbol      | Copa Mundial de Fútbol      | Copa Mundial de Fútbol      | Copa Mundial de Fútbol      |
| Año                    | Ronda                       | J                           | G                           | E                           | P                           | GF                          | GC                          |
| ---------------------- | --------------------------- | --------------------------- | --------------------------- | --------------------------- | --------------------------- | --------------------------- | --------------------------- |
| 1930 - 1938            | Parte de Rumania            | Parte de Rumania            | Parte de Rumania            | Parte de Rumania            | Parte de Rumania            | Parte de Rumania            | Parte de Rumania            |
| 1950 - 1990            | Parte de la Unión Soviética | Parte de la Unión Soviética | Parte de la Unión Soviética | Parte de la Unión Soviética | Parte de la Unión Soviética | Parte de la Unión Soviética | Parte de la Unión Soviética |
| 1994                   | No participó                | No participó                | No participó                | No participó                | No participó                | No participó                | No participó                |
| 1998                   | No clasificó                | No clasificó                | No clasificó                | No clasificó                | No clasificó                | No clasificó                | No clasificó                |
| 2002                   | No clasificó                | No clasificó                | No clasificó                | No clasificó                | No clasificó                | No clasificó                | No clasificó                |
| 2006                   | No clasificó                | No clasificó                | No clasificó                | No clasificó                | No clasificó                | No clasificó                | No clasificó                |
| 2010                   | No clasificó                | No clasificó                | No clasificó                | No clasificó                | No clasificó                | No clasificó                | No clasificó                |
| 2014                   | No clasificó                | No clasificó                | No clasificó                | No clasificó                | No clasificó                | No clasificó                | No clasificó                |
| 2018                   | No clasificó                | No clasificó                | No clasificó                | No clasificó                | No clasificó                | No clasificó                | No clasificó                |
| 2022                   | No clasificó                | No clasificó                | No clasificó                | No clasificó                | No clasificó                | No clasificó                | No clasificó                |
| 2026                   | Por disputarse              | Por disputarse              | Por disputarse              | Por disputarse              | Por disputarse              | Por disputarse              | Por disputarse              |
| Total                  | 0/22                        | -                           | -                           | -                           | -                           | -                           | -                           |

### Eurocopa
| Eurocopa    | Eurocopa                                        | Eurocopa                                        | Eurocopa                                        | Eurocopa                                        | Eurocopa                                        | Eurocopa                                        | Eurocopa                                        |
| Año         | Ronda                                           | J                                               | G                                               | E                                               | P                                               | GF                                              | GC                                              |
| ----------- | ----------------------------------------------- | ----------------------------------------------- | ----------------------------------------------- | ----------------------------------------------- | ----------------------------------------------- | ----------------------------------------------- | ----------------------------------------------- |
| 1960 - 1988 | Parte de la Unión Soviética                     | Parte de la Unión Soviética                     | Parte de la Unión Soviética                     | Parte de la Unión Soviética                     | Parte de la Unión Soviética                     | Parte de la Unión Soviética                     | Parte de la Unión Soviética                     |
| 1992        | Parte de la Comunidad de Estados Independientes | Parte de la Comunidad de Estados Independientes | Parte de la Comunidad de Estados Independientes | Parte de la Comunidad de Estados Independientes | Parte de la Comunidad de Estados Independientes | Parte de la Comunidad de Estados Independientes | Parte de la Comunidad de Estados Independientes |
| 1996        | No clasificó                                    | No clasificó                                    | No clasificó                                    | No clasificó                                    | No clasificó                                    | No clasificó                                    | No clasificó                                    |
| 2000        | No clasificó                                    | No clasificó                                    | No clasificó                                    | No clasificó                                    | No clasificó                                    | No clasificó                                    | No clasificó                                    |
| 2004        | No clasificó                                    | No clasificó                                    | No clasificó                                    | No clasificó                                    | No clasificó                                    | No clasificó                                    | No clasificó                                    |
| 2008        | No clasificó                                    | No clasificó                                    | No clasificó                                    | No clasificó                                    | No clasificó                                    | No clasificó                                    | No clasificó                                    |
| 2012        | No clasificó                                    | No clasificó                                    | No clasificó                                    | No clasificó                                    | No clasificó                                    | No clasificó                                    | No clasificó                                    |
| 2016        | No clasificó                                    | No clasificó                                    | No clasificó                                    | No clasificó                                    | No clasificó                                    | No clasificó                                    | No clasificó                                    |
| 2020        | No clasificó                                    | No clasificó                                    | No clasificó                                    | No clasificó                                    | No clasificó                                    | No clasificó                                    | No clasificó                                    |
| 2024        | No clasificó                                    | No clasificó                                    | No clasificó                                    | No clasificó                                    | No clasificó                                    | No clasificó                                    | No clasificó                                    |
| Total       | 0/17                                            | -                                               | -                                               | -                                               | -                                               | -                                               | -                                               |

### Liga de Naciones de la UEFA
| Liga de Naciones de la UEFA | Liga de Naciones de la UEFA | Liga de Naciones de la UEFA | Liga de Naciones de la UEFA | Liga de Naciones de la UEFA | Liga de Naciones de la UEFA | Liga de Naciones de la UEFA | Liga de Naciones de la UEFA | Liga de Naciones de la UEFA | Liga de Naciones de la UEFA |
| Año                         | L                           | G                           | Ronda                       | J                           | G                           | E                           | P                           | GF                          | GC                          |
| --------------------------- | --------------------------- | --------------------------- | --------------------------- | --------------------------- | --------------------------- | --------------------------- | --------------------------- | --------------------------- | --------------------------- |
| 2018-19                     | D                           | 2                           | Tercer lugar                | 6                           | 2                           | 3                           | 1                           | 4                           | 5                           |
| 2020-21                     | C                           | 3                           | Cuarto lugar                | 8                           | 1                           | 1                           | 6                           | 3                           | 13                          |
| 2022-23                     | D                           | 1                           | Segundo lugar               | 6                           | 4                           | 1                           | 1                           | 10                          | 6                           |
| Total                       | Total                       | Total                       | 3/3                         | 20                          | 7                           | 5                           | 8                           | 17                          | 24                          |

## Últimos partidos y próximos encuentros
Actualizado al último partido jugado el 25 de marzo de 2025
| Fecha      | Ciudad           | Local           | Resultado | Visitante    | Competición                     |
| ---------- | ---------------- | --------------- | --------- | ------------ | ------------------------------- |
| 20-11-2023 | Olomouc          | República Checa | 3:0       | Moldavia     | Clasificación Eurocopa 2024     |
| 22-03-2024 | Aksu             | Moldavia        | 1:1       | Macedonia    | Partido amistoso                |
| 26-03-2024 | Antalya          | Moldavia        | 4:0       | Islas Caimán | Partido amistoso                |
| 08-06-2024 | Chisináu         | Moldavia        | 3:2       | Chipre       | Partido amistoso                |
| 11-06-2024 | Chisináu         | Moldavia        | 0:4       | Ucrania      | Partido amistoso                |
| 07-09-2024 | Chisináu         | Moldavia        | 2:0       | Malta        | Liga de Naciones UEFA 24/25     |
| 10-09-2024 | Chisináu         | Moldavia        | 1:0       | San Marino   | Partido amistoso                |
| 10-10-2024 | Chisináu         | Moldavia        | 2:0       | Andorra      | Liga de Naciones UEFA 24/25     |
| 13-10-2024 | Ta' Qali         | Malta           | 1:0       | Moldavia     | Liga de Naciones UEFA 24/25     |
| 16-11-2024 | Andorra la Vieja | Andorra         | 0:1       | Moldavia     | Liga de Naciones UEFA 24/25     |
| 19-11-2024 | Punta Europa     | Gibraltar       | 1:1       | Moldavia     | Partido amistoso                |
| 22-03-2025 | Chisináu         | Moldavia        | 0:5       | Noruega      | Clasificación Copa Mundial 2026 |
| 25-03-2025 | Chisináu         | Moldavia        | 2:3       | Estonia      | Clasificación Copa Mundial 2026 |
| 06-06-2025 | Chorzów          | Polonia         | -:-       | Moldavia     | Partido amistoso                |
| 09-06-2025 | Reggio Emilia    | Italia          | -:-       | Moldavia     | Clasificación Copa Mundial 2026 |
| 05-09-2025 | Chisináu         | Moldavia        | -:-       | Israel       | Clasificación Copa Mundial 2026 |
| 09-09-2025 | Oslo             | Noruega         | -:-       | Moldavia     | Clasificación Copa Mundial 2026 |
| 09-10-2025 | Bucarest         | Rumania         | -:-       | Moldavia     | Partido amistoso                |
| 14-10-2025 | Tallin           | Estonia         | -:-       | Moldavia     | Clasificación Copa Mundial 2026 |

## Uniforme

### Local
| 2022 |

### Visita
| 2022 |

### Tercero
| 2022 |

## Jugadores
Los jugadores que aparecen en negrita están aún en activo.

### Más partidos jugados
| #  | Nombre             | Periodo   | Partidos | Goles |
| -- | ------------------ | --------- | -------- | ----- |
| 1  | Alexandru Epureanu | 2006–2024 | 100      | 7     |
| 2  | Victor Golovatenco | 2004–2017 | 79       | 3     |
| 3  | Igor Armaș         | 2008–2021 | 74       | 5     |
| 4  | Radu Rebeja        | 1991–2008 | 74       | 2     |
| 6  | Serghei Claşconso  | 1991–2006 | 69       | 11    |
| 5  | Eugeniu Cebotaru   | 2007–2020 | 68       | 1     |
| 7  | Alexandru Gațcan   | 2005–2018 | 63       | 5     |
| 8  | Artur Ioniță       | 2009–     | 61       | 3     |
| 9  | Aleksandr Suvórov  | 2006–2020 | 59       | 5     |
| 10 | Ion Testemiţanu    | 1991–2008 | 56       | 5     |

### Máximos anotadores
| #  | Nombre             | Periodo   | Goles | Partidos |
| -- | ------------------ | --------- | ----- | -------- |
| 1  | Serghei Claşconso  | 1991–2006 | 11    | 69       |
| 2  | Serghei Rogaciov   | 1996–2007 | 9     | 52       |
| 3  | Igor Bugaiov       | 2007–2017 | 8     | 54       |
| 4  | Iurie Miterev      | 1992–2006 | 8     | 36       |
| 5  | Serghei Dadu       | 2002–2013 | 8     | 30       |
| 6  | Alexandru Epureanu | 2006–     | 7     | 100      |
| 7  | Eugen Sidorenco    | 2010–2019 | 7     | 46       |
| 8  | Radu Gînsari       | 2012–     | 7     | 37       |
| 9  | Viorel Frunza      | 2002–2015 | 7     | 35       |
| 10 | Alexandru Gațcan   | 2005–2018 | 5     | 63       |

### Última convocatoria
- Convocatoria para la eliminatoria a Norteamérica 2026 ante Noruega y Estonia en marzo de 2025.[2]

| No. | Pos. | Jugador             | Fecha de nacimiento (edad)        | Apa. | Goles | Club                |
| --- | ---- | ------------------- | --------------------------------- | ---- | ----- | ------------------- |
| 1   | POR  | Nicolae Cebotari    | 24 de mayo de 1997 (28 años)      | 1    | 0     | Zimbru Chișinău     |
| 12  | POR  | Cristian Avram      | 27 de julio de 1994 (30 años)     | 11   | 1     | Araz-Naxçıvan       |
| 23  | POR  | Andrei Kozhukhar    | 20 de julio de 1999 (25 años)     | 3    | 0     | Veres Rivne         |
|     |      |                     |                                   |      |       |                     |
| 2   | DEF  | Oleg Reabciuk       | 16 de enero de 1998 (27 años)     | 55   | 0     | Spartak Moscú       |
| 4   | DEF  | Vladislav Baboglo   | 14 de noviembre de 1998 (26 años) | 17   | 2     | Karpaty Lviv        |
| 5   | DEF  | Veaceslav Posmac    | 7 de noviembre de 1990 (34 años)  | 73   | 2     | Petrocub Hîncești   |
| 14  | DEF  | Artur Crăciun       | 29 de junio de 1998 (26 años)     | 33   | 0     | Puszcza Niepołomice |
| 15  | DEF  | Victor Mudrac       | 3 de marzo de 1994 (31 años)      | 21   | 1     | Ordabasy            |
| 19  | DEF  | Daniel Dumbravanu   | 22 de julio de 2001 (23 años)     | 5    | 0     | Messina             |
| 20  | DEF  | Sergiu Plătică      | 9 de junio de 1991 (34 años)      | 50   | 0     | Petrocub Hîncești   |
| 21  | DEF  | Ioan-Călin Revenco  | 26 de junio de 2000 (24 años)     | 25   | 1     | Puszcza Niepołomice |
|     |      |                     |                                   |      |       |                     |
| 3   | MED  | Dan Pușcaș          | 1 de junio de 2001 (24 años)      | 2    | 0     | Petrocub Hîncești   |
| 6   | MED  | Victor Bogaciuc     | 17 de octubre de 1999 (25 años)   | 12   | 2     | Petrocub Hîncești   |
| 7   | MED  | Ștefan Bodișteanu   | 1 de febrero de 2003 (22 años)    | 2    | 0     | Botoșani            |
| 8   | MED  | Nichita Moțpan      | 17 de julio de 2001 (23 años)     | 26   | 3     | Fakel Voronezh      |
| 11  | MED  | Mihail Caimacov     | 22 de julio de 1998 (26 años)     | 33   | 3     | Slaven Belupo       |
| 16  | MED  | Victor Stînă        | 20 de marzo de 1998 (27 años)     | 23   | 3     | AE Larissas         |
| 18  | MED  | Teodor Lungu        | 12 de junio de 1995 (30 años)     | 1    | 0     | Petrocub Hîncești   |
| 22  | MED  | Vadim Rață          | 5 de mayo de 1993 (32 años)       | 55   | 3     | Universitatea Cluj  |
|     |      |                     |                                   |      |       |                     |
| 9   | DEL  | Ion Nicolaescu      | 7 de septiembre de 1998 (26 años) | 51   | 17    | Heerenveen          |
| 10  | DEL  | Alexandru Boiciuc   | 21 de agosto de 1997 (27 años)    | 12   | 0     | Concordia Chiajna   |
| 13  | DEL  | Maxim Cojocaru      | 13 de enero de 1998 (27 años)     | 29   | 1     | Oțelul Galați       |
| 17  | DEL  | Virgiliu Postolachi | 17 de marzo de 2000 (25 años)     | 27   | 1     | CFR Cluj            |

## Entrenadores
- Ion Caras 1991–1992
- Eugen Piunovschi 1992
- Ion Caras 1993–1997
- Ivan Danilianţ 1998–1999
- Alexandru Maţiura 1999–2001
- Alexandru Spiridon 2001
- Viktor Pasulko 2002–2006
- Anatol Teslev 2006–2007
- Igor Dobrovolski 2007–2009
- Gavril Balint[3] 2010–2012
- Ion Caras[4] 2012-2014
- Alexandru Curtianu[5] 2014-2015
- Ștefan Stoica 2015-2016
- Igor Dobrovolski 2016-2018
- Alexandru Spiridon[6] 2018-2019
- Semen Altman 2019
- Engin Fırat[7][8] 2019-2021
- Roberto Bordin[9][10] 2021

## Récord ante otras selecciones
Actualizado al 19 de noviembre de 2024.
| Rival                | J   | G  | E  | P   | GF  | GA  | GD   |
| -------------------- | --- | -- | -- | --- | --- | --- | ---- |
| Albania              | 7   | 0  | 2  | 5   | 3   | 15  | -12  |
| Alemania             | 4   | 0  | 0  | 4   | 3   | 18  | -15  |
| Andorra              | 10  | 7  | 2  | 1   | 13  | 4   | +9   |
| Arabia Saudita       | 2   | 1  | 0  | 1   | 4   | 3   | +1   |
| Armenia              | 5   | 1  | 3  | 1   | 7   | 5   | +2   |
| Austria              | 9   | 1  | 1  | 7   | 4   | 15  | -11  |
| Azerbaiyán           | 12  | 4  | 5  | 3   | 10  | 8   | +2   |
| Bielorrusia          | 9   | 2  | 4  | 3   | 7   | 10  | -3   |
| Bosnia y Herzegovina | 2   | 1  | 1  | 0   | 3   | 2   | +1   |
| Bulgaria             | 2   | 0  | 0  | 2   | 1   | 7   | -6   |
| Camerún              | 1   | 0  | 0  | 1   | 0   | 1   | -1   |
| Canadá               | 1   | 0  | 1  | 0   | 1   | 1   | 0    |
| Catar                | 1   | 0  | 1  | 0   | 1   | 1   | 0    |
| Congo                | 1   | 1  | 0  | 0   | 3   | 1   | +2   |
| Corea del Sur        | 2   | 0  | 0  | 2   | 0   | 5   | -5   |
| Costa de Marfil      | 1   | 0  | 0  | 1   | 1   | 2   | -1   |
| Croacia              | 2   | 0  | 0  | 2   | 0   | 2   | -2   |
| Chipre               | 2   | 1  | 0  | 1   | 5   | 5   | 0    |
| Dinamarca            | 4   | 0  | 0  | 4   | 0   | 12  | -12  |
| El Salvador          | 1   | 0  | 0  | 1   | 0   | 2   | -2   |
| Emiratos Unidos      | 1   | 0  | 0  | 1   | 2   | 3   | -1   |
| Escocia              | 4   | 0  | 1  | 3   | 1   | 6   | -5   |
| Eslovaquia           | 3   | 1  | 0  | 2   | 4   | 5   | -1   |
| Eslovenia            | 4   | 0  | 0  | 4   | 1   | 10  | -9   |
| Estados Unidos       | 2   | 0  | 1  | 1   | 1   | 4   | -3   |
| Estonia              | 5   | 1  | 1  | 3   | 1   | 3   | -2   |
| Francia              | 2   | 0  | 0  | 2   | 2   | 6   | -4   |
| Finlandia            | 4   | 1  | 1  | 2   | 5   | 7   | -2   |
| Gales                | 4   | 1  | 0  | 3   | 3   | 9   | -6   |
| Georgia              | 12  | 4  | 4  | 4   | 14  | 17  | -3   |
| Gibraltar            | 1   | 0  | 1  | 0   | 1   | 1   | 0    |
| Grecia               | 7   | 0  | 1  | 6   | 2   | 13  | -11  |
| Hungría              | 7   | 1  | 2  | 4   | 6   | 10  | -4   |
| Indonesia            | 2   | 1  | 0  | 1   | 2   | 2   | 0    |
| Inglaterra           | 4   | 0  | 0  | 4   | 0   | 16  | -16  |
| Irak                 | 1   | 0  | 0  | 1   | 0   | 1   | -1   |
| Islandia             | 2   | 0  | 0  | 2   | 1   | 5   | -4   |
| Irlanda              | 2   | 0  | 0  | 2   | 1   | 5   | -4   |
| Irlanda del Norte    | 2   | 0  | 2  | 0   | 2   | 2   | 0    |
| Israel               | 8   | 0  | 3  | 5   | 6   | 14  | -8   |
| Islas Caimán         | 1   | 1  | 0  | 0   | 4   | 0   | +4   |
| Islas Feroe          | 4   | 1  | 2  | 1   | 4   | 4   | 0    |
| Italia               | 5   | 0  | 0  | 5   | 2   | 15  | -13  |
| Jordania             | 2   | 1  | 0  | 1   | 2   | 1   | +1   |
| Kazajistán           | 7   | 3  | 1  | 3   | 6   | 7   | -1   |
| Kirguistán           | 1   | 1  | 0  | 0   | 2   | 1   | +1   |
| Kosovo               | 2   | 0  | 1  | 1   | 1   | 2   | -1   |
| Letonia              | 5   | 2  | 0  | 3   | 10  | 12  | -2   |
| Liechtenstein        | 4   | 2  | 1  | 1   | 5   | 2   | +3   |
| Lituania             | 8   | 2  | 4  | 2   | 9   | 11  | -2   |
| Luxemburgo           | 6   | 1  | 4  | 1   | 3   | 6   | -3   |
| Macedonia del Norte  | 4   | 0  | 4  | 0   | 4   | 4   | 0    |
| Malta                | 9   | 4  | 3  | 2   | 9   | 7   | +2   |
| Montenegro           | 4   | 1  | 0  | 3   | 5   | 7   | -2   |
| Noruega              | 5   | 0  | 1  | 4   | 1   | 6   | -5   |
| Países Bajos         | 4   | 0  | 0  | 4   | 1   | 9   | -8   |
| Pakistán             | 1   | 1  | 0  | 0   | 5   | 0   | +5   |
| Polonia              | 8   | 1  | 2  | 5   | 6   | 13  | -7   |
| Portugal             | 1   | 0  | 0  | 1   | 0   | 3   | -3   |
| República Checa      | 4   | 0  | 1  | 3   | 0   | 10  | -10  |
| Rumania              | 6   | 0  | 1  | 5   | 3   | 17  | -14  |
| Rusia                | 4   | 0  | 2  | 2   | 2   | 4   | -2   |
| San Marino           | 9   | 9  | 0  | 0   | 18  | 0   | +18  |
| Serbia               | 2   | 0  | 0  | 2   | 0   | 6   | -6   |
| Sudán                | 1   | 1  | 0  | 0   | 2   | 1   | +1   |
| Suecia               | 9   | 0  | 0  | 9   | 4   | 24  | -20  |
| Suiza                | 3   | 0  | 0  | 3   | 1   | 6   | -5   |
| Turquía              | 12  | 0  | 2  | 10  | 3   | 32  | -29  |
| Ucrania              | 6   | 0  | 2  | 4   | 3   | 10  | -7   |
| Uganda               | 1   | 0  | 0  | 1   | 2   | 3   | -1   |
| Venezuela            | 1   | 0  | 0  | 1   | 0   | 4   | -4   |
| Total                | 294 | 60 | 68 | 166 | 238 | 485 | -247 |